# Carla Maria Maggi
Carla Maria Maggi (née à Milan en 1913 et morte dans la même ville en 2004) est une artiste peintre italienne.

## Biographie
Carla Maria Maggi est née dans une famille de la grande bourgeoisie milanaise. Après avoir obtenu de son père la permission d'étudier la peinture dans l'atelier de Giuseppe Palanti, elle se fait rapidement remarquer. Elle réalise de nombreux portraits de femme de la bourgeoisie italienne, mais également de ballerines de la Scala de Milan et de modèles professionnels. Elle dévoile des œuvres audacieuses, nourries de thématiques contemporaines, qui la font entrer dans l'avant-garde artistique européenne de l'époque, à l'instar de son portrait La Cigarette de 1934, présenté au Palazzo della Permanente (it).
Mais dès 1940, son mari s'oppose à l'activité de son épouse, et notamment à sa fréquentation de l'atelier de Palanti, lieu considéré comme inapproprié pour une femme de bonne famille. Face à la pression sociale, Carla Maria Maggi cesse de peindre et son œuvre tombe dans l'oubli.
C'est en 1997 que son fils trouve par hasard une quarantaine de peintures et une douzaine de dessins cachés dans le grenier de la maison de campagne familiale. Depuis des érudits se sont intéressés à sa peinture et des expositions sont organisées,.